# Абшнит СС

Флаг I абшнита СС

Абшнит СС (SS-Abschnitt) — подразделение в территориальной структуре СС. Были учреждены в 1933 г., до 1932 носили наименования унтергруппа. Обычно включало в себя 3 штандарта. Также несколько абшнитов составляли более высокий территориальный уровень — оберабшнит. Также кроме стандартных абшнитов существовали кавалерийские абшниты. Всего при максимальном расширении территории нацистской Германии было образовано 45 абшнитов. Руководил абшнитом — штаб абшнита под руководством командира абшнита.

## состав Штаба абшнита
- командир
- начальник штаба
- личный референт командира и адъютант
- референт по профессиональной подготовке
- референт по организационным вопросам
- референт по социальному обеспечению
- референт по связям с прессой
- референт по противовоздушной и химической защите
- референт по спорту
- следователь
- юрисконсульт
- управляющий хозяйством

## I абшнит
Штаб-квартира в Мюнхене. Территориально входил в оберабшнит «Юг»
- 11.07.1930 — 11.08.1932 оберфюрер СС Йозеф Дитрих
- 11.08.1932 — 02.05.1933 оберфюрер СС барон Эразмус фон Мальзен-Поникау
- 02.05.1933 — 17.04.1934 штандартенфюрер СС Вильгельм Штарк
- 17.04.1934 — 15.03.1936 оберфюрер СС Хайнц Рох
- 15.03.1936 — 01.03.1939 бригадефюрер СС Кристоф Дим
- 01.03.1939 — 01.10.1942 оберфюрер СС Ганс Дёринг
- 01.04.1943 — 08.05.1945 бригадефюрер СС Франц Яеги

## II абшнит
Штаб-квартира до 1937 Дрезден, после Хемниц. Территориально входил в оберабшнит «Эльба»
- 01.10.1930 — 15.09.1933 оберфюрер СС Фридрих Шлегель
- 15.09.1933 — 06.05.1935 штандартенфюрер СС Ганс Дёринг
- 06.05.1935 — 16.09.1936 штандартенфюрер СС Вальтер Бурхардт
- 16.09.1936 — 01.08.1944 оберфюрер СС Эмиль Попп
- 01.01.1941 — 01.04.1942 и. о. оберфюрер СС Вилли Бранднер
- 01.08.1944 — 08.05.1945 бригадефюрер СС Роберт Кнапп

## III абшнит
Штаб-квартира — Берлин. Территориально входил в оберабшнит «Шпрее»
- 01.08.1930 — 01.03.1931 оберфюрер СС Курт Веге
- 01.03.1931 — 07.08.1932 оберфюрер СС Курт Далюге
- 07.08.1932 — 20.02.1934 оберфюрер СС Макс Хенце
- 20.02.1934 — 01.11.1938 бригадефюрер СС Пауль Модер
- 01.11.1938 — 02.07.1941 штандартенфюрер СС Ганс Керстен
- 10.09.1939 — 02.07.1941 и. о.; 02.07.1941-08.05.1945 оберштурмбаннфюрер СС Георг Зибер

## IV абшнит
Штаб-квартира в г.Брауншвейг. Территориально входил в состав оберабшнита «Центр»
- 11.07.1931 — 01.08.1931 оберфюрер СС Йозеф Дитрих
- 01.08.1931 — 20.09.1931 штандартенфюрер СС Вильгельм Хайер
- 20.09.1931 — 30.01.1933 оберфюрер СС Фридрих Еккельн
- 30.01.1933 — 10.08.1933 штандартенфюрер СС Бертольд Маак
- 10.08.1933 — 28.02.1934 штандартенфюрер СС Курт Кауль
- 28.02.1934 — 01.01.1935 штандартенфюрер СС Карл Ценнер
- 01.01.1935 — 30.06.1935 штандартенфюрер СС Карл Заттлер
- 30.06.1935 — 30.11.1938 оберфюрер СС Курт Бенсон
- 30.11.1938 — 01.04.1942 штандартенфюрер СС Рихард Юнгклаус
- 01.04.1942 — 02.02.1943 и. о. оберштурмбаннфюрер СС Карл Бюнеман
- 01.02.1943 — 08.05.1945 штандартенфюрер СС Константин Хельдман

## V абшнит
Штаб-квартира в г.Эссе. Территориально входил в состав оберабшнита «Запад»
- 20.07.1930 — 06.10.1932 оберфюрер СС Фриц Вайтцель
- 06.10.1932 — 01.10.1937 штурмбаннфюрер СС Карл Цех
- 01.10.1937 — 01.02.1939 бригадефюрер СС Фриц Шлессман
- 01.02.1939 — 05.04.1941 оберфюрер СС Йоханнес Цинглер
- 01.02.1943 — 01.01.1944 оберфюрер СС Курт Людвиг
- 01.01.1944 — 08.05.1945 и. о. оберштурмбаннфюрер СС Ганс Кребс

## VI абшнит
Штаб-квартира первоначально в г.Бриг, затем с 1934 г. Бреслау. Территориально входил в состав оберабшнита «Юго-Восток»
- 01.09.1931 — 15.03.1932 оберфюрер СС Удо фон Войрш
- 15.03.1932 — 11.12.1933 штандартенфюрер СС Эмиль Шембах
- 11.12.1933 — 01.04.1936 штандартенфюрер СС Теодор Беркельман
- 01.04.1936 — 21.03.1938 штандартенфюрер СС Отто Юнгкунц
- 21.03.1938 — 01.01.1942 штандартенфюрер СС Фриц Катцман
- 01.01.1942 — 05.05.1945 штандартенфюрер СС Фридрих Дерель

## VII абшнит
Штаб-квартира первоначально в г. Данциг-Маринзее, затем с 1933 г. Кёнигсберг. Территориально входил в состав оберабшнита «Северо-Восток»
- 09.11.1931 — 12.02.1934 оберфюрер СС Вернер Лоренц
- 12.02.1934 — 20.03.1934 бригадефюрер СС Эрих фон дем Бах-Залевский
- 20.03.1934 — 23.02.1935 оберфюрер СС Георг Альтнер
- 28.02.1935 — 15.03.1936 оберфюрер СС Отто Брасс
- 15.03.1936 — 01.10.1937 бригадефюрер СС барон Герман фон Шаде
- 01.10.1937 — 14.11.1938 оберфюрер СС Эрих Шраге
- 14.11.1938 — 01.07.1942 штандартенфюрер СС Вальтер Герлах
- 01.07.1942 — 01.08.1943 оберфюрер СС Фридрих Шлумс
- 10.06.1943 — 10.07.1943 и. о. штандартенфюрер СС Генрих Нейрат

## VIII абшнит
Штаб-квартира в г.Линц. Территориально входил в состав оберабшнита «Дунай»
- 16.06.1932 — 01.12.1932 штандартенфюрер СС Вальтер Грэшке
- 01.12.1932 — 06.1933 оберфюрер СС Эрнст Бах
- 06.1933 — 15.02.1934 оберфюрер СС Альфред Роденбюхер
- 15.02.1934 — 18.11.1934 унтерштурмфюрер СС Ганс Хидлер
- 18.11.1932 — 15.06.1935 оберштурмбаннфюрер СС Карл Таус
- 15.06.1935 — 12.03.1938 оберфюрер СС Эрнст Кальтенбруннер
- 21.03.1938 — 08.05.1945 оберфюрер СС Отто Юнгкунц

## IX абшнит
Штаб-квартира с июня 1932 по апрель 1933 в г. Кульмбах, затем с апреля 1933 по январь 1938 Нюрнберг. После января 1938 Вюрцбург. Территориально входил в состав оберабшнита «Майн»
- 01.06.1932 — 19.04.1933 оберфюрер СС Курт Виттье
- 19.04.1933 — 15.08.1933 оберфюрер СС барон Эразмус фон Мальзен-Поникау
- 15.08.1933 — 07.01.1935 штандартенфюрер СС Эмиль Попп
- 07.01.1935 — 01.04.1935 бригадефюрер СС Вильгельм Штарк
- 01.04.1935 — 31.03.1936 оберфюрер СС Вальдемар Ваппенханс
- 01.04.1936 — 01.01.1939 штандартенфюрер СС Вилли Тенсфельд
- 01.01.1939 — 01.03.1939 оберфюрер СС Ганс Дёринг
- 01.03.1939 — 01.07.1939 штандартенфюрер СС доктор Фердинанд фон Заммерн-Франкенэгг
- 01.07.1939 — 01.09.1939 штандартенфюрер СС Константин Хельдман
- 01.09.1939 — 01.07.1943 и. о. штандартенфюрер СС доктор Фердинанд фон Заммерн-Франкенэгг
- 16.16.1943 — 08.05.1945 штандартенфюрер СС Теодор Циттель

## X абшнит
- Штаб-квартира в г.Штутгарт. Территориально входил в состав оберабшнита «Юго-Запад»

- 22.03.1932 — 15.07.1933 оберфюрер СС Кристоф Дим
- 15.07.1933 — 16.11.1933 оберфюрер СС Ганс Адольф Прютцман
- 15.01.1934 — 20.09.1936 бригадефюрер СС барон Эразмус фон Мальзен-Поникау
- 20.09.1936 — 30.01.1939 штандартенфюрер СС Людольф фон Альвенслебен
- 01.07.1938 — 08.05.1945 штандартенфюрер СС Герман Петер
- во время войны и. о. оберштурмбаннфюрер СС Гюнтер Раабе

## XI абшнит
- Штаб-квартира — в июле 1932 по октябрь 1933 — Мюнхен, в октябре 1933 по декабрь 1936 — Висбаден, затем — Кобленц; Территориально входил в состав оберабшнит «Рейн-Вестмарк»)

- 12.07.1932 — 15.03.1934 штандартенфюрер СС Вильгельм Редиес
- 15.03.1934 — 19.09.1934 оберфюрер СС Алдред Биглер
- 19.09.1934 — 15.04.1935 штандартенфюрер СС Герман Бёме
- 15.04.1935 — 31.12.1936 бригадефюрер СС Рихард Гильдебрандт
- 31.12.1936 — 22.09.1937 штандартенфюрер СС Курт Бразак
- 22.09.1937 — 01.02.1940 оберфюрер СС Курт Хинце
- 01.10.1940 — 15.03.1943 бригадефюрер СС Фридрих Хаусер
- 15.03.1943 — 08.05.1945 оберфюрер СС Герхард Мишке

## XII абшнит
- Штаб-квартира — до июля 1932 и с января по февраль 1933 — в Дюрингхофе, в июле 1932 по январь 1933 — в Либенове, затем — во Франкфурте-на-Одере. Территориально входил в состав оберабшнита «Шпрее».

- 04.07.1932 — 12.07.1932 штандартенфюрер СС Вильгельм Редиес
- 12.07.1932 — 31.01.1934 штандартенфюрер СС Эрих фон дем Бах-Зелевски
- 12.02.1934 — 16.01.1935 штандартенфюрер СС Иоганн Харнис
- 01.01.1935 — 16.09.1936 оберфюрер СС Эмиль Попп
- 16.09.1936 — 01.03.1937 штандартенфюрер СС Густав Штолле
- 01.03.1937 — 02.11.1943 оберфюрер СС Карл Шэфер
- 16.04.1942 — 09.1942 и.о оберштурмбаннфюрер СС Йозеф Кубицки
- 09.1942 по 05.1945, до 02.11.1945 и. о. штандартенфюрер СС Эрнст Энгельгардт

## XIII абшнит
- Штаб-квартира — Штеттин. Территориально входил в состав оберабшнита «Остзее»

- 07.08.1932 — 15.09.1933 оберфюрер СС Курт Веге
- 15.09.1933 — 20.02.1934 оберфюрер СС Фриц Карл Энгель
- 04.1934 — 01.09.1934 оберфюрер СС Гюнтер Панке
- 01.09.1934 — 01.04.1936 оберфюрер СС Эмиль Мазув
- 15.03.1936 — 01.07.1938 оберфюрер СС Рудольф Вайсс
- 01.07.1938 — 01.10.1940, до 04.1939 и. о. оберфюрер СС Вальтер Ланглейст
- 1.10.1940 — 05.05.1945 бригадефюрер СС Йоханнес Шэфер (формальный руководитель)
- 10.1942 по 05.1945, и. о. штандартенфюрер СС Вилли Рихардт

## XIV абшнит
- Штаб-квартира — Бремен, затем — Ольденбург. Территориально входил в состав оберабшнита «Нордзее»

- 10.09.1932 — 15.12.1933 оберфюрер СС Альфред Роденбюхер
- 15.12.1933 — 20.03.1935 штандартенфюрер СС Герман Харм
- 20.03.1935 — 31.12.1936 штандартенфюрер СС Генрих Юрс
- 01.01.1937 — 01.10.1937 штандартенфюрер СС Юлиан Шёрнер
- 01.10.1937 — 01.02.1943 оберфюрер СС Курт Людвиг
- 01.11.1943 — 08.05.1945 оберфюрер СС Ганс Вайнерт

## XV абшнит
- Штаб-квартира в г. Киль.

- 10.09.1932 — 20.02.1934 штандартенфюрер СС Пауль Модер
- 20.02.1934 — 25.08.1934 бригадефюрер СС Макс Хенце
- 25.08.1934 — 31.08.1934 оберфюрер СС Отто Титцман
- 31.08.1934 — 25.05.1935 оберфюрер СС Гюнтер Панке
- 01.01.1937 — 20.05.1939 штандартенфюрер СС Вильгельм Шрёдер
- 20.05.1939 — 09.10.1939 штандартенфюрер СС Теобальд Тир
- 01.05.1942 — 01.06.1942 бригадефюрер СС Иоганн Мёршель
- 01.06.1942 — 01.09.1943 оберфюрер СС Ганс Вайнерт
- 01.09.1943 — 08.05.1943 бригадефюрер СС Иоганн Мёршель

## XVI абшнит
- Штаб-квартиры в Цвиккау август 1932 — июль 1933, Галле июль 1933 — апрель 1934, Магдебург апрель 1934 — март 1939, Дессау апрель 1934—1944.

- 10.09.1932 — 20.02.1934 штандартенфюрер СС Эрнст-Генрих Шмаузер
- 20.02.1934 — 25.08.1934 штандартенфюрер СС Георг Альтнер
- 25.08.1934 — 31.08.1934 бригадефюрер СС Вильгельм Редиес
- 31.08.1934 — 25.05.1935 оберфюрер СС Иоганн Харнис
- 01.01.1937 — 20.05.1939 штандартенфюрер СС Ганс Кюнтц

## XVII абшнит
- Штаб-квартира в г. Мюнстер.

- 06.10.1932 — 16.11.1933 оберфюрер СС Август Хайссмайер
- 16.11.1933 — 23.08.1934 штандартенфюрер СС Вильгельм Коппе
- 23.08.1934 — 01.01.1937 штандартенфюрер СС Рольф фон Хуман-Хайнхофен
- 01.01.1937 — 01.11.1938 штандартенфюрер СС Гюнтер Клаасен
- 01.11.1938 — 01.08.1939 штандартенфюрер СС Теобальд Тир
- 01.08.1939 — 01.10.1940 бригадефюрер СС Рихард Фидлер
- 01.10.1940 — 08.05.1945 оберфюрер СС Вальтер Ланглейст
- 01.02.1943 — 08.05.1945 и. о. оберфюрер СС Курт Людвиг

## XVIII абшнит
- Штаб-квартира в г. Халле (до 1937 года в Веймаре).

- 21.02.1933 — 09.09.1933 группенфюрер СС барон Карл фон Эберштайн
- 09.10.1933 — 31.12.1936 штандартенфюрер СС Карл Пфлом
- 01.01.1937 — 01.01.1939 оберфюрер СС Ганс Дёринг
- 01.01.1939 — 01.10.1939 оберфюрер СС Георг Эбрехт
- 23.10.1939 — 01.04.1944 штандартенфюрер СС Альберт Штайнер
- 01.04.1944 — 05.05.1945 штандартенфюрер СС Эгон Дальски

## XIX абшнит
- Штаб-квартира в г. Карлсруэ

- 15.07.1933 — 15.03.1936 оберфюрер СС Кристоф Дим
- 15.03.1936 — 01.07.1938 штандартенфюрер СС Георг Экхардт
- 01.07.1938 — 01.12.1940 оберфюрер СС Рудольф Лозе
- 01.12.1940 — 20.04.1944 оберштурмбаннфюрер СС Ганс Энцнер
- 20.04.1944 — 08.05.1945 оберфюрер СС Альберт Штейнер

## XX абшнит
- Штаб-квартира в г. Киль

- 20.09.1933 — 20.09.1936 штандартенфюрер СС Якоб Шпорренберг
- 20.09.1936 — 31.12.1938 штандартенфюрер СС Гельмут Шульц
- 01.01.1939 — 20.01.1943 оберфюрер СС Карл Бок
- 20.01.1943 — 01.09.1943 оберфюрер СС Ганс Вейнерт
- 01.09.1943 — 08.05.1945 штандартенфюрер СС Георг Лангош

## XXI абшнит
- Штаб-квартира в г. Хиршберг, до ноября 1933 года — Лигниц, с ноября 1933 до сентября 1936 года — Гёрлиц

- 09.11.1933 — 15.04.1935 бригадефюрер СС Рихард Гильдебрандт
- 15.04.1935 — 24.01.1938 оберфюрер СС Герман Беме
- 24.01.1938 — 15.06.1939 оберфюрер СС Вальтер Оплэндер
- 15.07.1939 — 28.11.1941 штандартенфюрер СС Вильгельм Хиллер

## XXII абшнит
- Штаб-квартира в г. Алленштейн

- 15.12.1933 — 20.02.1934 штандартенфюрер СС Гюнтер Панке
- 01.03.1934 — 06.05.1935 оберфюрер СС Курт Кауль
- 06.05.1935 — 15.03.1936 оберфюрер СС Ганс Дёринг
- 15.03.1936 — 01.03.1937 штандартенфюрер СС Карл Шэфер
- 01.03.1937 — 08.05.1945 оберфюрер СС Гейнц Рох

## XXIII абшнит
- Штаб-квартира в г. Берлин

- 16.11.1933 — 23.08.1934 штандартенфюрер СС Отто Брасс
- 23.08.1934 — 07.01.1935 штандартенфюрер СС Рудольф Вейсс
- 31.12.1934 — 31.03.1935 штандартенфюрер СС Петер Йоханнсен
- 31.03.1935 — 06.05.1935 оберштурмфюрер СС Эрих Вернер (и. о.)
- 06.05.1935 — 01.03.1937 оберфюрер СС Курт Кауль
- 01.03.1937 — 10.09.1940 оберфюрер СС Густав Штолле
- 10.09.1940 — 02.11.1943 штандартенфюрер СС Эрнст Энгельхардт
- 02.11.1943 — май 1945 штандартенфюрер СС Пауль Кун

## XXIV абшнит
- Штаб-квартира в г. Оппельн, с ноября 1933 по апрель 1935 — г. Нойштадт, с апреля 1935 по август 1940 года — г. Каттовитц

- 16.11.1933 — 01.08.1935 штандартенфюрер СС Вильгельм Вернер
- 01.08.1935 — 08.05.1945 оберфюрер СС Конрад Унгер

## XXV абшнит
- Штаб-квартира в г. Дортмунд

- 16.11.1933 — 01.10.1937 оберфюрер СС Фриц Шлессман
- 01.10.1937 — 21.03.1938 оберфюрер СС Константин Хаммерхофер
- 21.03.1938 — 15.04.1938 оберфюрер СС Йоханнес Шэфер
- 15.04.1938 — 08.05.1945 бригадефюрер СС Бертольд Маак